# Fox Tor
Fox Tor är en kulle i Storbritannien.   Den ligger i grevskapet Cornwall och riksdelen England, i den södra delen av landet, 300 km väster om huvudstaden London. Toppen på Fox Tor är 317 meter över havet. Fox Tor ingår i Hingston Down.
Terrängen runt Fox Tor är huvudsakligen platt, men åt sydost är den kuperad. Runt Fox Tor är det ganska tätbefolkat, med 70 invånare per kvadratkilometer. Närmaste större samhälle är Bodmin, 19,5 km sydväst om Fox Tor. Trakten runt Fox Tor består i huvudsak av gräsmarker.